# Luqa
Luqa (officiële naam Ħal Luqa, uitspraak: loe'a) is een oude plaats en gemeente in het zuidoosten van Malta met een inwoneraantal van 6028 (november 2005). De plaatsnaam luqa betekent populier in het Aramees. Zoals zoveel Maltese plaatsen is Luqa zeer dichtbevolkt.
Luqa is belangrijk voor de Maltese economie; hier bevindt zich het nationale vliegveld van Malta.
De kerk op het centrale dorpsplein is gewijd aan Andreas. De jaarlijkse festa ter ere van deze beschermheilige wordt gevierd op de eerste zondag van juli; de kerkelijke viering ervan vindt plaats op 30 november.